# Văn Đen
Dương Văn Đen, bút danh Văn Đen (21 tháng 10 năm 1919 - 1988) là một họa sĩ Việt Nam. Ông không theo học tại École des Beaux-Arts de l'Indochine mà đi du học ở Pháp, sau đó trở về Việt Nam và vẫn được coi là một phần của truyền thống trường.